# A Little Faster
A Little Faster è il secondo album in studio del gruppo musicale There for Tomorrow, pubblicato negli Stati Uniti dalla Hopeless Records il 9 giugno 2009.
La copertina del CD rappresenta il classico pulsante presente su ogni lettore per aumentare la velocità di riproduzione.

## Tracce
1. The Remedy – 3:36
2. A Little Faster – 3:04
3. Wish You Away – 3:40
4. Backbone – 2:46
5. Deathbed – 3:13
6. Just in Time – 3:34
7. Stories – 3:05
8. I Can't Decide – 4:50
9. Sore Winner – 3:31
10. Burn the Night Away – 3:24
11. The World Calling – 4:41

## Formazione
- Maika Maile – voce, chitarra ritmica, programmazione
- Christian Climer – chitarra solista, cori
- Jay Enriquez – basso, cori
- Christopher Kamrada – batteria, campionatore

### Produzione
- Jason Adams – ingegneria del suono
- David Bendeth – produzione audio
- Alan Douches – masterizzazione
- Daniel Korneff – missaggio
- Brooks Paschal – ingegneria del suono
- Stuart Westphal – ingegneria del suono
- James Paul Wisner – produzione, missaggio, produzione audio